# 立花直敬
立花 直敬（たちばな なおよし、享保元年（1716年） - 寛政元年5月2日（1789年5月25日））は江戸時代後期の旗本。筑後国三池藩主家立花氏の分家である立花甲斐守家の分家。幼名は万次郎。通称は数馬、伊織。父は立花種治、母は村田長庵の女。正室は諏訪正晴（庄次郎）の娘。実子は勝三郎、直救（重左衛門）、娘（佐藤天信（裕仙）妻）など2男2女。養子は種喬（吉五郎、本多敏之5男）、種喬の妻（諏訪正倫の女）、養孫は直由（吉之丞）。西の丸切手門番頭などを勤める。

## 生涯
父の死を受けて享保12年11月4日（1727年11月27日）に父の家督と相模国大住郡内200石の知行を相続する。
寛保元年4月2日（1741年5月16日）に腰物方となる。宝暦3年（1753年）に新番士に転じて、安永5年（1776年）に徳川家治の日光山詣でに従う。天明2年（1782年）に西の丸切手門番頭に就任する。
実子の勝三郎、直救が早死したために本多半三郎の5男である種喬と養女の諏訪庄兵衛の娘を養子に迎える。ところが、種喬にも先立たれる。種喬の妻となっていた養女は種喬の死後に江戸城西の丸大奥に仕える。
寛政元年4月3日（1789年4月27日）に養孫の直由に跡を譲って隠居し、翌月に死去する。享年74。法名は是達。葬地は深川の心行寺。
ちなみに本家にあたる三池藩主立花種周が大番頭に就任したのは直敬の死の約1か月後であった。